# Pukkisaari (ö i Norra Österbotten, Koillismaa, lat 66,27, long 29,10)
Pukkisaari är en ö i Finland. Den ligger i sjön Keltinki och i kommunen Kuusamo i den ekonomiska regionen  Koillismaa ekonomiska region  och landskapet Norra Österbotten, i den nordöstra delen av landet, 700 km norr om huvudstaden Helsingfors. Öns area är 13,4 hektar och dess största längd är 0,6 kilometer i sydöst-nordvästlig riktning.